# R-7
R-7 Semjorka je prvi interkontinentalni balistički projektil  kojeg je razvio i koristio SSSR tokom hladnog rata između 1959. i 1968. godine. Među pripadnicima NATO saveza, projektil R-7 je bio poznat kao SS-6 Sapwood, a u SSSR pod indeksom 8K71. Modifikacija rakete R-7 lansirala je Sputnjik 1, prvi umjetni satelit, i postala je kasnije osnova za rakete Vostok, Voshod, Molnija i Sojuz.

### Svojstva
R-7 je bila visoka 34 m, imala promjer od 3 m i težila je 280 tona. Raketa je bila dvostupanjska, pogonjena raketnim motorima na tekuće gorivo (LOX i kerozin). Domet rakete je bio 8,800 km, a preciznost oko 5 km. Nosivost je iznosila oko 3,000 kg. R-7 je nosio jednu nuklearnu bombu snage 3 MT TNT-a. Navođenje se vršilo putem radio veze i inercijalnog sustava. 
Raketa je imala 4 vanjska potisnika s jednim središnjim motorom na prvom i drugom stupnju.

#### Modifikacije rakete
1959. godine razvijena je unaprijeđena verzija R-7, 8K74. 8K74 je bila lakša, imala je jače motore, bolje navođenje i više goriva. Domet rakete je povećan na 15,000 km, a nosivost na 5,370 kg.
- 8K71PS - modifikacija R-7 za lansiranje satelita Sputnjik 1 i Sputnjik 2 u orbitu. 8K71PS je u biti R-7 ICBM sa satelitom umjesto nuklearne bombe.

- 8A91 - je još jedna modifikacija R-7. Ova verzija rakete je imala jače motore i mogla je lansirati puno teže satelite poput Sputnjika 3. 8A91 je upotrijebljena samo dva puta.

### Upotreba
R-7 se koristio kao ICBM i lansirno vozilo sve do 1968. godine. Ubrzo je razvijen zamjenski projektil jer je R-7 zahtijevao velike lansirne rampe koje se nisu mogle lako sakriti. Priprema rakete za lansiranje je trajala punih 20 sati, što je umanjivalo njihovu korisnost. Zbog kriogeničkog goriva, R-7, poput američkog Titana I, se nije mogla dugo držati napunjena. Zbog spore pripreme i prirode goriva, raketa se nije mogla nalaziti dugo u stanju pripravnost. Ukupno se u službi nije nalazilo više od 10 projektila istodobno.

### Specifikacija
Za verziju 8K71PS
- Vanjski potisnici

- - Masa: 4 x 3,400 kg
  - Masa s gorivom: 4 x 3,400 kg
  - Visina: 19.00 m
  - Promjer: 2.70 m
  - Vrijeme izgaranja: 120 s
  - Potisak: 4 x 972.5 kN
  - Gorivo: LOX/kerozin

- Prvi stupanj

- - Masa: 7,495 kg
  - Masa s gorivom: 94,000 kg
  - Visina: 28.00 m
  - Promjer: 3.00 m
  - Vrijeme izgaranja: 310 s
  - Potisak: 970 kN
  - Gorivo: LOX/kerozin

- Nosivost u LEO: 500 kg

Za verziju 8A91
- Vanjski potisnici

- - Masa: 4 x 3,400 kg
  - Masa s gorivom: 4 x 3,400 kg
  - Visina: 19.00 m
  - Promjer: 2.70 m
  - Vrijeme izgaranja: 250 s
  - Potisak: 4 x 972.5 kN
  - Gorivo: LOX/kerozin

- Prvi stupanj

- - Masa: 7,100 kg
  - Masa s gorivom: 95,000 kg
  - Visina: 28.00 m
  - Promjer: 2.99 m
  - Vrijeme izgaranja: 360 s
  - Potisak: 804 kN
  - Gorivo: LOX/kerozin

- Nosivost u LEO: 1,327 kg